# Баленгем
Баленге́м (фр. Balinghem) — коммуна во Франции, регион О-де-Франс, департамент Па-де-Кале, округ Кале, кантон Кале-2. Расположена в 90 км к северо-западу от Арраса и в 85 км к западу от Лилля, в 8 км от автомагистрали А26 «Англия».  В 4 км к северу от центра коммуны находится железнодорожная станция Пон-д’Ардр линии Лилль-Кале. .
Население (2018) — 1 166 человек.

## Достопримечательности
- Церковь Рождества Пресвятой Богородицы (XVI век)
- Руины замка, где провели переговоры Генрих VIII и Франциск I (т. н. «Поле золотой парчи»)

## Экономика
Уровень безработицы (2013) — 14,5 % (Франция в целом — 12,8 %, департамент Па-де-Кале — 17,2 %). 

Среднегодовой доход на 1 человека, евро (2013) — 18 924 (Франция в целом — 25 140, департамент Па-де-Кале— 17 706).
В 2007 году среди 684 человек в трудоспособном возрасте (15-64 лет) 495 были экономически активными, 189 — неактивными (показатель активности — 72,4 %, в 1999 году было 69,2 %). Из 495 активных работали 431 человек (263 мужчины и 168 женщин), безработных было 64 (28 мужчин и 36 женщин). Среди 189 неактивных 44 человека были учениками или студентами, 63 — пенсионерами, 82 были неактивными по другим причинам.

## Население
| 1962 | 1968 | 1975 | 1982 | 1990 | 1999 | 2014 | 2018 |
| ---- | ---- | ---- | ---- | ---- | ---- | ---- | ---- |
| 511  | 525  | 539  | 530  | 763  | 829  | 1185 | 1166 |

## Галерея
- «Поле золотой парчи», гравюра Дж. Бэзира (1774) по картине XVI в.
- «Поле золотой парчи», фрагмент гравюры